# RM-70多管火箭炮
RM-70多管火箭炮是捷克斯洛伐克陆军研發的多管火箭炮，也是BM-21火箭炮的变体 。1972年，RM-70多管火箭炮已具有初始作戰能力。之後捷克斯洛伐克將該武器出口至東德。苏联解体後，該武器又被销往非洲、美洲、亚洲和欧洲多个国家。